# بابا ديمبا كامارا
بابا ديمبا كامارا (بالفرنسية: Papa Demba Camara)‏ (مواليد 16 يناير 1993) هو لاعب كرة قدم سنغالي يلعب حاليًا لصالح نادي سوشو.

## روابط خارجية
- بابا ديمبا كامارا على موقع الاتحاد الأوربي (الإنجليزية)
- بابا ديمبا كامارا على موقع رابطة كرة القدم الفرنسية للمحترفين (الإنجليزية)
- بابا ديمبا كامارا على موقع قاعدة بيانات كرة القدم.إي يو (الإنجليزية)
- بابا ديمبا كامارا على موقع ليكيب (الفرنسية)
- بابا ديمبا كامارا على موقع ناشيونال فوتبول تيمز (الإنجليزية)
- بابا ديمبا كامارا على موقع Soccerway.com (الإنجليزية)
- بابا ديمبا كامارا على موقع أوليمبيديا (الإنجليزية)
- بابا ديمبا كامارا على موقع AS.com (الإسبانية)

- صفحة اللاعب على موقع نادي سوشو